# Lina Rabea Mohr
Lina Rabea Mohr (* 5. November 1985 in Berlin) ist eine deutsche Schauspielerin und Synchronsprecherin. Sie ist die deutsche Feststimme von Anya Taylor-Joy.

## Leben
Mohr stand im Alter von 13 Jahren für Dr. Sommerfeld – Neues vom Bülowbogen zum ersten Mal vor der Kamera. Von Januar 2006 bis März 2007 war sie in der ZDF-Telenovela Wege zum Glück zu sehen, wo sie Charlotte Vermont verkörperte.
Seit 2013 ist sie als Synchronsprecherin tätig. Unter anderem spricht sie Disneys Rapunzel in Rapunzel – Die Serie oder auch 2016 in der Hallmarkproduktion Die Weihnachtsstory.
2015 gewann das Stück „FaustIN and Out“ unter der Regie von Paulina Neukampf den Publikumspreis im Rahmen des Körberstudios.
Seit Herbst 2021 spricht sie die Rolle der Nele Niemann in der Hörspielreihe Kira Kolumna und seit Januar 2024 die Monika „Moni“ Seifert in der Hörspielreihe Bibi Blocksberg (beide Kiddinx).

## Filmografie (Auswahl)
- 2000: Mörderinnen
- 2002: Für alle Fälle Stefanie (Fernsehserie, 1 Folge)
- 2002: Aus lauter Liebe zu Dir
- 2004: Balko (Fernsehserie, 1 Folge)
- 2004: Familie Dr. Kleist (Fernsehserie, 1 Folge)
- 2004, 2009: In aller Freundschaft (Fernsehserie, 3 Folgen)
- 2004: Die Kommissarin (Fernsehserie, 1 Folge)
- 2004: Die Patriarchin (Fernsehserie, 1 Folge)
- 2005: Plötzlich berühmt
- 2005, 2008: Küstenwache (Fernsehserie, 2 Folgen)
- 2005: Ein Fall für zwei (Fernsehserie, 1 Folge)
- 2005: SOKO Wismar (Fernsehserie, 1 Folge)
- 2005–2006: Fünf Sterne (Fernsehserie, 5 Folgen)
- 2006–2007: Wege zum Glück (Fernsehserie, 231 Folgen)
- 2008: Unser Charly (Fernsehserie, 1 Folge)
- 2009: Hallo Robbie! (Fernsehserie, 1 Folge)
- 2010: Unkraut im Paradies
- 2011: Herzflimmern – Die Klinik am See (Fernsehserie, 1 Folge)
- 2013: Verbotene Liebe (Fernsehserie, 1 Folge)
- 2020: Kintsugi (Kurzfilm)

## Synchronrollen
Anya Taylor-Joy
- 2021: Last Night in Soho als Sandy
- 2022: Amsterdam als Libby Voze
- 2020: Das Damengambit als Elizabeth „Beth“ Harmon

### Filme
- 2021: Trolljäger: Das Erwachen der Titanen als Klara Nuñez (Animation)
- 2022: Luck – Eva Noblezada als Samantha „Sam“ Greenfield (Animation)

### Fernsehserien
- 2014–2017: Red Oaks – Gage Golightly als Karen
- 2015–2019: iZombie – Rose McIver als Olivia „Liv“ Moore
- 2016–2018: Trolljäger als Klara Nuñez (Animation)
- 2016–2017, 2020: Fuller House – Ashley Liao als Lola
- 2017: Enchantimals als Felicity Fox (Animation)
- 2017: Fairy Tail als Lucy (Anime)
- 2018–2019: 3 von oben als Klara Nuñez (Animation)
- 2019–2021: Haus des Geldes – Belén Cuesta als Julia Ramos alias Manila
- 2020: Die Zauberer als Klara Nuñez (Animation)
- 2021–2024: Star Wars: The Bad Batch – Michelle Ang als Omega (Animation)
- 2021, 2023: Loki – Tara Strong als Miss Minute
- 2021: Miraculous – Geschichten von Ladybug und Cat Noir als Marinette Dupain-Cheng / Ladybug (2. Stimme in Staffel 4) (Animation)
- 2024: FBI: Most Wanted für Gates Leonard als Sadie Sykes

### Videospiele
- 2023: Cyberpunk 2077: Phantom Liberty als Misty Olszewski
- 2024: Suicide Squad: Kill the Justice League als Ivy / Poison Ivy
- 2024: Life is Strange: Double Exposure als Maxine „Max“ Caulfield

## Theater und Lesung
- 1999: Gloria in Warte bis es dunkel ist von Frederick Knott, Regie: Folke Braband, Tribüne, Berlin[1]
- 2004: Fräulein Rosa (Lesung, Veranstaltungsreihe Cine Readings; Filmtheater Hackesche Höfe, Berlin)
- 2014: FaustIn and out von Elfriede Jelinek, Regie: Paulina Neukampf, Thalia Theater, Hamburg[2]